# Federico Borrell
Federico "El Taino" Borrell García (Benilloba, 3 de enero de 1912-Espejo, 5 de septiembre de 1936) fue un anarquista español que luchó en la guerra civil española en las milicias de la CNT y que es mundialmente conocido por haber sido retratada su supuesta muerte en combate por el fotógrafo Robert Capa en la instantánea Muerte de un miliciano.

## Biografía
Nacido en Benilloba (Alicante), fundó la sección local de las Juventudes Libertarias.
Federico Borrell murió en Espejo (Córdoba) el 5 de septiembre de 1936 a la edad de 24 años. El fotógrafo Robert Capa retrató supuestamente el momento de su muerte en la instantánea conocida como Muerte de un miliciano. La veracidad de la foto ha sido cuestionada, aunque algunas investigaciones parecen demostrar que la foto no es real; y otras, sin negar que la foto muestre una muerte real, dudan de la identidad del miliciano muerto.
La foto se publicó el 23 de septiembre de 1936 en la revista francesa VU convirtiéndose desde entonces en una de las instantáneas más conocidas no solo de la guerra civil española, sino de la fotografía de guerra.